# Chrysomyxa pyrolae
Chrysomyxa pyrolae är en svampart som först beskrevs av Augustin Pyrame de Candolle, och fick sitt nu gällande namn av Emil Rostrup 1881. Chrysomyxa pyrolae ingår i släktet Chrysomyxa och familjen Coleosporiaceae.   Inga underarter finns listade i Catalogue of Life.